# Takashi Miki (lekkoatleta)
Takashi Miki (jap. 三木孝志 Miki Takashi; ur. 27 kwietnia 1939) – japoński lekkoatleta, specjalizujący się w rzucie oszczepem,  mistrz igrzysk azjatyckich, olimpijczyk.
Zwyciężył w rzucie oszczepem na igrzyskach azjatyckich w 1962 w Dżakarcie. Wystąpił w tej konkurencji na igrzyskach olimpijskich w 1964 w Tokio, ale nie zakwalifikował się do finału zajmując 19. miejsce w eliminacjach. 
Był mistrzem Japonii w rzucie oszczepem w 1961, 1962, 1964, 1965 i 1968.
Sześciokrotnie poprawiał rekord Japonii w rzucie oszczepem (starego typu) od wyniku 69,36 m (28 kwietnia 1957 w Jokohamie) do rezultatu 78,51 m (9 maja 1964 w Kurayoshi). Jako pierwszy japoński oszczepnik przekroczył granicę 70 metrów (72,81 m 12 października 1958 w Tokio).